# 압하지야의 코로나19 범유행
다음은 압하지야의 코로나19 범유행 현황에 대한 설명이다.

## 배경
세계보건기구(WHO)는 12일 2019년 12월 31일 처음 WHO의 주목을 받았던 중화인민공화국 후베이성 우한시의 한 집단에서 신종 코로나바이러스가 호흡기 질환의 원인임을 확인했다. 이 군단은 처음에 우한화난수산물도매시장과 연결되어 있었다. 그러나 실험실 확정 결과가 나온 그 첫 사례들 중 일부는 시장과 연관성이 없었고, 전염병의 근원은 알려져 있지 않다.
2003년 사스와 달리 COVID-19의 경우 치명률은 훨씬 낮았지만, 총 사망자 수가 상당할 정도로 감염 경로는 훨씬 더 컸다. COVID-19는 전형적으로 약 7일 정도의 독감과 유사한 증상을 보이며, 그 후 일부 사람들은 병원에 입원해야 하는 바이러스성 폐렴의 증상으로 발전한다. 3월 19일부터 COVID-19는 더 이상 "높은 결과 감염병"으로 분류되지 않았다.

## 반응
압하지야는 남캅카스 지역의 분쟁지역이며, 러시아와 몇몇 다른 나라들에 의해 독립국가로 인정되지만, 대부분의 국제 행위자들에 의해 이 지역을 조지아의 일부로 간주하고, 이 지역은 동료 분리 단체인 남오세티야와 함께 러시아 점령지로 간주한다. 전염병 초기에, 조지아 정부 고위 관리들은 세계보건기구를 비롯한 다른 국제기구에 두 개의 방파제에 살고 있는 사람들에게 지원을 요청했다. 그들은 조지아가 그 지역들을 오가는 것을 막지는 않을 것이라고 말했다. 남오세티야와는 달리 압하지야는 조지아와 어느 정도 협력하여 트빌리시가 관할하는 지역 및 국제기구와 함께 유엔 개발 계획을 통해 필요한 기본 의료용 소모품과 소독제를 제공할 수 있도록 하였다. 러시아는 500여 개의 COVID-19 시험 키트를 공급하고 군인을 파견해 공공장소 소독을 지원했다. 통행금지는 거의 한 달 동안 시행되었으나 2020년 4월 말에 완화되었다.
국제위기감시기구에 따르면 압하지야의 상황은 몇 가지 취약성을 제시한다. 압하지야는 인프라가 취약하고 의료시설이 미비하며 의료전문가가 부족하며 인구 고령화로 60세 이상 거주자가 20%에 육박한다. 의료진의 거의 80%가 60대 이상으로 스스로 고위험에 처해 있다.

## 타임라인

### 2020년 3월
3월 28일 대통령 권한대행은 외국인과 무국적자를 위해 러시아 로 가는 육로 국경을 폐쇄했다.
3월 30일 러시아 모스크바에서 입국한 사람에게서 확진자가 나왔다.

### 2020년 4월
4월 7일 첫 번째 사례가 확인되었다.
감염된 환자는 모스크바 여행에서 돌아온 후 압하지야 가그라 에 도착했다.
4월 11일에는 처음 두 건에 의해 전파되어서, 세 번째 사례가 확인되었다. [링크 소실]
4월 26일, 구다우타에서 바이러스로 인한 첫 사망자가 확인되었다. 이 환자는 4월 11일에 세 번째로 확인된 환자였다.

### 2020년 5월
5월 8일에는 추가로 4건의 사례가 확인되었는데, 모두 러시아 사관학교에서 며칠 전에 수후미에 도착해 검역을 받고 있던 사관생도들로 확인된 사례는 총 7건이 되었다. [링크 소실]
다음 날 2명의 사례가 추가로 확인되었으며 둘 다 사관생도 출신이어서 총 9명이 되었다.
5월 11일에 1명의 추가 확진자가 발생하여 총 10명이 되었다.
5월 12일에 3명의 환자가 추가로 확인되어 총 13명이 되었다. [링크 소실]
5월 13일에 2명의 환자가 추가로 확인되었다. , 총 15명의 확진자가 발생했다. [링크 소실]
5월 14일에 2건의 추가 사례가 추가로 확인되었는데, 1건은 러시아 대학생이고 다른 1건은 구다우타에 주둔한 다게스탄 출신 군인으로 총 17명이 되었다. [링크 소실]
5월 17일 3명의 가족이 바이러스에 대해 양성 반응을 보였다.
5월 20일에 1명의 추가 사례가 확인되었다. 러시아 사관생도에서 총 25명으로 늘어 났다.
5월 22일에 러시아 사관생도에서 3건의 추가 사례가 확인되어 총 28명이 되었다

### 2020년 6월
6월 9일 현재 36건의 사례가 확인되었으며 이 중 8건이 입원했다.

### 2020년 7월
7월 15일 압하지야는 7월 21일까지 육로 국경 폐쇄를 연장했다
7월 22일 2명의 환자가 추가로 확인되었다. 환자 중 한 명은 압하지야에서 일하기 위해 온 아르메니아 시민이다. 두 번째 사례는 이전에 크라스노다르에서 치료를 받은 압하지야 시민이다.
7월 24일 압하지야에서 5명의 환자가 추가로 확인되었다.
7월 25일 아침 압하지야에서 3명의 환자가 추가로 확인되었다.
7월 26일 압하지야에서 7명의 환자가 추가로 확인되었다
7월 26일 구다우타 병원에서 코로나 환자 사망하였다.

### 2020년 8월
8월 1일 압하지야 정부는 러시아와의 국경을 다시 개방했다. 다음 주에 감염률은 7월 말 32명에서 8월 18일 121명으로 증가했다.

### 2020년 9월
9월 17일 현재 압하지야에서 총 782명이 COVID-19에 감염되었고 7명이 사망했다.

### 2020년 10월
10월에 압하지야 국방장관 블라디미르 아누아는 전염병에 대처하기 위해 압하지야에 군사 야전 병원을 배치할 것을 러시아에 요청했다. 요청이 승인되었다.

### 2020년 11월
모스크바를 방문하는 동안 압하지야 대통령 아슬란 브자니아는 아디게아 공화국의 전 대통령 하즈렛 소브멘을 만났다. 소브멘은 브자니아에게 코로나 바이러스와 싸우기 위해 Abkhazia에게 5천만 루블(631,000달러)의 자금을 주기로 약속했다

### 2020년 12월
모스크바를 다시 방문하는 동안 압하지야 대통령 아슬란 브자니아는 러시아 백신 스푸트니크 V를 압하지야에 안전하게 보낼 수 있었다.